# Język anakalangu
Język anakalangu (a. anakalang, ana kalang) – język austronezyjski używany w prowincji Małe Wyspy Sundajskie Wschodnie w Indonezji, na południowo-zachodnim wybrzeżu wyspy Sumba; 16 tys. użytkowników (2011).
Jest blisko spokrewniony z językiem wanukaka.